# Mutatis mutandis
Pour les articles homonymes, voir Mutatis mutandis (homonymie).
 (juillet 2019).
Si vous disposez d'ouvrages ou d'articles de référence ou si vous connaissez des sites web de qualité traitant du thème abordé ici, merci de compléter l'article en donnant les références utiles à sa vérifiabilité et en les liant à la section « Notes et références ».
Mutatis mutandis est une locution latine, signifiant littéralement « ce qui devait être changé ayant été changé » et que l'on pourrait traduire de façon plus actuelle par « une fois effectuées les modifications nécessaires ».
Cette locution indique donc au destinataire que l'on va procéder à une analogie, à un rapprochement de deux situations similaires, dont on écartera consciemment les dissemblances « devant être changées » pour que ce rapprochement puisse être opéré. 
À titre d'exemple, retenons cette phrase ; parlant de l'expert-comptable et du commissaire aux comptes : « Mutatis mutandis, la situation de l'expert par rapport au commissaire évoque celle de l'anesthésiste face au chirurgien, sa spécialisation, son indépendance surtout, interdisent de le tenir responsable sauf des conséquences de ses fautes ». 

## Usages
Par exemple, on dira : « La sociologie est aux sciences humaines ce que la physique est, mutatis mutandis, aux sciences naturelles. » Cette locution permet donc d'éviter une périphrase laborieuse de type : « la sociologie est aux sciences humaines ce que la physique est aux sciences naturelles, nonobstant les différences fondamentales de méthode et d'objet de ces deux sciences qui, etc. ». Elle est proche de l'expression Ceteris paribus, « toutes choses étant égales par ailleurs ». 
Un autre usage possible, quant à la forme cette fois, est l'introduction d'une adaptation à un nouveau public, ou à un nouveau média, d'une information. Par exemple, un message destiné aux animateurs d'une association peut être retouché pour être aussi compris des adhérents, et cette adaptation signalée aux animateurs en usant de ladite expression.
Autre exemple : lors du Brexit, le Royaume-Uni s'est engagé dans des accords commerciaux qui reprennent mutatis mutandis les accords de l'Union européenne (voir Free trade agreements of the United Kingdom (en)).